# Cornelius (Carolina do Norte)
Cornelius é uma vila localizada no estado norte-americano da Carolina do Norte, no Condado de Mecklenburg.

## Demografia
Segundo o censo norte-americano de 2000, a sua população era de 11.969 habitantes.
Em 2006, foi estimada uma população de 20.449, um aumento de 8480 (70.8%).

## Geografia
De acordo com o United States Census Bureau tem uma área de 22,6 km², dos quais 21,9 km² cobertos por terra e 0,7 km² cobertos por água. Cornelius localiza-se a aproximadamente 256 m acima do nível do mar.

## Localidades na vizinhança
O diagrama seguinte representa as localidades num raio de 16 km ao redor de Cornelius.